# Monts Akaishi
Pour les articles homonymes, voir Alpes du Sud.
Les monts Akaishi (赤石山脈, Akaishi sanmyaku) ou Alpes du Sud (南アルプス, Minami arupusu) sont un massif montagneux du Japon. Il s'étend à travers les préfectures de Nagano, Shizuoka et Yamanashi.

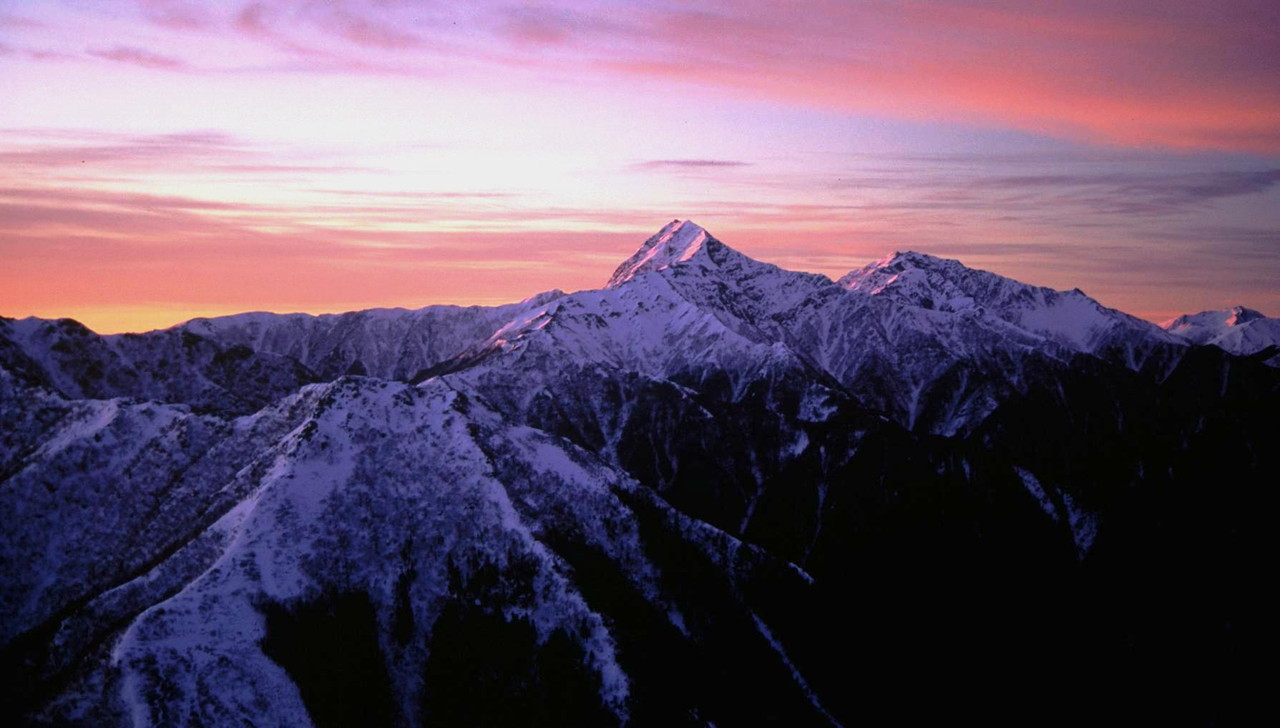
Vue du mont Kita et du mont Aino, dans les monts Akaishi.

Les principales montagnes des monts Akaishi sont le mont Kita, le mont Aino et le mont Nōtori.